# Peștera Iedului
Peștera Iedului (monument al naturii) este o arie protejată de interes național ce corespunde categoriei a III-a IUCN (rezervație naturală de tip speologic) situată în județul Gorj, pe teritoriul administrativ al comunei Baia de Fier.

## Descriere
Rezervația naturală cu o suprafață de 1 ha a fost declarată arie protejată prin Legea Nr.5 din 6 martie 2000 (privind aprobarea Planului de amenajare a teritoriului național - Secțiunea a III-a - zone protejate) și  reprezintă o cavitate  cu o adâncime de 300 m, aflată în partea nord-estică a județului Gorj, în bazinul hidrografic al văii Galbenului.